# Špilja kraj potoka Zala 2
Špilja kraj potoka Zala 2 este o arie protejată (sit de importanță comunitară — SCI) din Croația întinsă pe o suprafață de 0,78 ha, integral pe uscat.

## Localizare
Centrul sitului Špilja kraj potoka Zala 2 este situat la coordonatele 45°26′31″N 14°25′11″E / 45.44193°N 14.419626°E.

## Înființare
Situl Špilja kraj potoka Zala 2 a fost declarat sit de importanță comunitară în iulie 2013 pentru a proteja 1 specie de animale.

## Biodiversitate
Situată în ecoregiunea mediteraneană, aria protejată conține 1 habitat natural: Peșteri inaccesibile publicului.
La baza desemnării sitului se află o specie protejată de  nevertebrate: Leptodirus hochenwartii.